# Маркиз де Кория

Герб муниципалитета Кория, провинция Касерес, автономное сообщество Эстремадура.

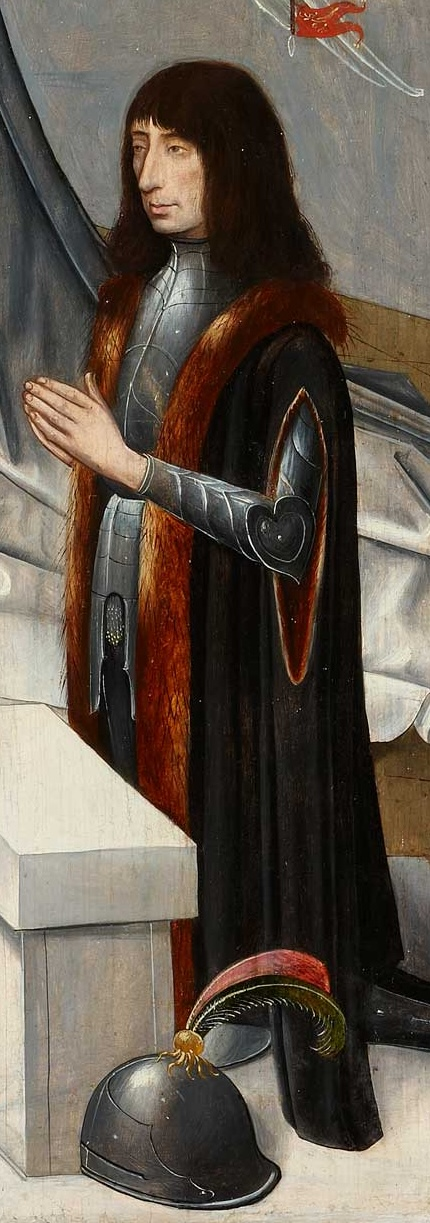
Гарсия Альварес де Толедо и Каррильо де Толедо (ок. 1424—1488), 1-й герцог де Альба и 1-й маркиз де Кория (с 1472 года)

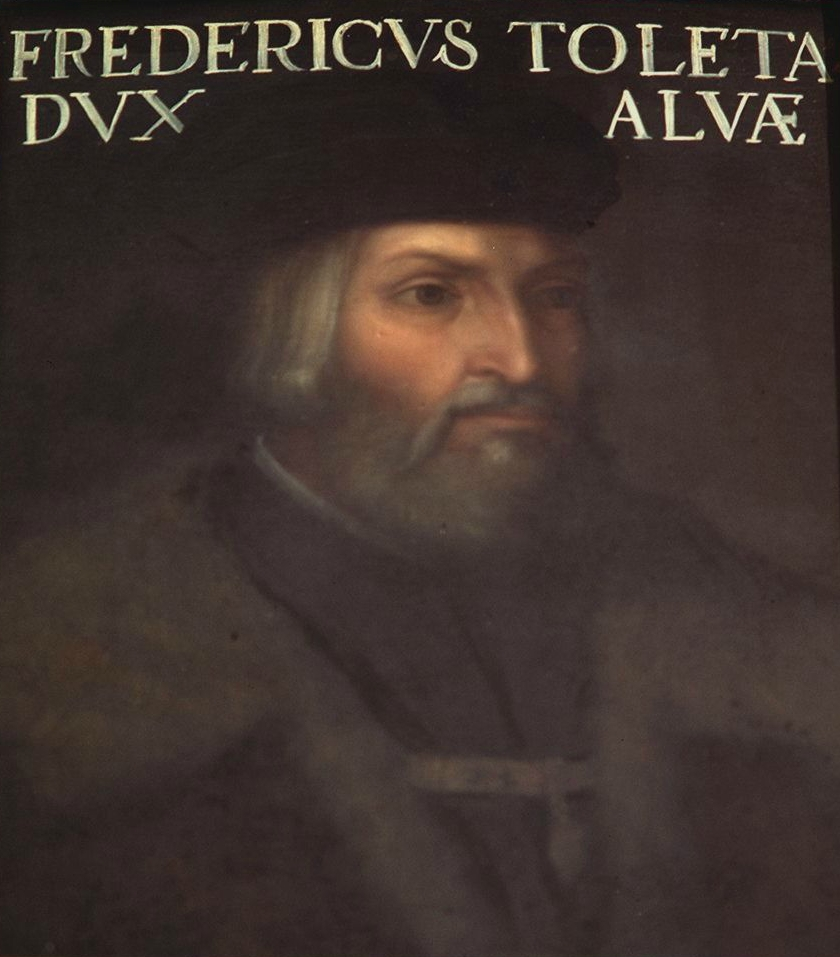
Фадрике Альварес де Толедо-и-Энрикес де Киньонес (ок. 1460—1531), 2-й герцог де Альба

Маркиз де Кория (исп. Marquesado de Coria) — испанский дворянский титул. Создан в 1472 году королём Кастилии Энрике IV для Гарсии Альвареса де Толедо и Каррильо де Толедо (ок. 1424 — 1488), 2-го графа де Альба с 1460 года и 1-го герцога де Альба с 1472 года.
В настоящее время титул маркиза де Кория носит Карлос Фитц-Джеймс Стюарт и Мартинес де Ирухо (род. 1948), 19-й герцог де Альба-де-Тормес и 20-й маркиз де Кория.
Названия маркизата происходит от названия муниципалитета Кория, находящегося в провинция Касерес автономного сообщества Эстремадура.

## Маркизы де Кория
- Гарсия Альварес де Толедо и Каррильо де Толедо (ок. 1424—1488), 1-й маркиз де Кория, 2-й граф де Альба (с 1460), и 1-й герцог де Альба (с 1472). Старший сын Фернандо Альвареса де Толедо и Сармьенто (1390—1460), 1-го графа де Альба-де-Тормес, и Менсии Каррильо де Толедо и Паломеке, сеньоре де Берсимуэль.

- Фадрике Альварес де Толедо-и-Энрикес де Киньонес (ок. 1460—1531), 2-й маркиз де Кория, 2-й герцог де Альба. Старший сын Гарсии Альвареса де Толедо (ок. 1424—1488), 1-го герцога Альбы (1472—1488), и Марии Энрикес де Киньонес и Коссинес.

- Гарсия Альварес де Толедо и Суньига[исп.] (? — 1510), 3-й маркиз Кория, старший сын предыдущего, был женат на Беатрикс Пименталь, отец Фернандо Альвареса де Толедо, 3-го герцога Альбы

- Фернандо Альварес де Толедо и Пиментель (1507—1582), 4-й маркиз де Кория, 3-й герцог де Альба. Единственный сын Гарсии Альвареса де Толедо (ум. 1510), 3-го маркиза де Кориа, и Беатрисы Пиментель, дочери Родриго Алонсо Пиментеля (ок. 1441—1499), 4-го графа и 1-го герцога де Бенавенте, и его жены Марии Пачеко.

- Фадрике Альварес де Толедо и Энрикес де Гусман (1537—1583), 5-й маркиз де Кория, 4-й герцог де Альба. Второй сын гранда Фернандо Альварес де Толедо (1507—1582), 3-го герцога Альба (1531—1582), и Марии Энрикес де Толедо и Гусман (ум. 1583).

- Антонио Альварес де Толедо и Бомонт (1568—1639), 6-й маркиз де Кория, 5-й герцог де Альба. Сын Диего Альвареса де Толедо (1541—1583) и Брианды Бомонт (1540—1588), дочери и наследницы Луиса де Бомонта (ум. 1565), 4-го графа Лерина и 3-го маркиза Уэскара (1530—1565) от брака с Альдонсой Фольк де Кардона. Внук Фернандо Альвареса де Толедо, 3-го герцога де Альба.

- Фернандо Альварес де Толедо и Мендоса[исп.] (1595—1667), 7-й маркиз де Кория, 6-й герцог де Альба. Сын предыдущего и Менсии де Мендоса, дочери Дона Иньиго Лопеса де Мондоса-и-Пиментеля (1536—1601), 5-го герцога дель Инфантадо (1566—1601).

- Антонио Альварес де Толедо и Энрикес де Рибера[исп.] (1615—1690), 8-й маркиз де Кория, 7-й герцог де Альба. Единственный сын предыдущего и Антонии Энрикес де Рибера Портокарреро

- Антонио Альварес де Толедо и Фернандес де Веласко[исп.] (1627—1701), 9-й маркиз де Кория, 8-й герцог де Альба. Сын предыдущего и Марианны Фернандес де Веласко и Фернандес де Кордовы

- Антонио Альварес де Толедо и Гусман[исп.] (1669—1711), 10-й маркиз де Кория, 9-й герцог де Альба. Единственный сын предыдущего и Констансы де Гусман Давилы

- Франсиско Альварес де Толедо и Сильва[исп.] (1662—1739), 11-й маркиз де Кория, 10-й герцог де Альба. Сын Антонио Альвареса де Толедо и Энрикеса де Риберы, 7-го герцога де Альба, и Гиомар де Сильвы Мендосы и Корельи

- Мария Тереза Альварес де Толедо и Аро[исп.] (1691—1755), 12-я маркиза де Кория, 11-я герцогиня де Альба. Единственная дочь предыдущего и Каталины Мендес де Аро и Гусман, 8-й маркизы дель-Карпио

- Фернандо де Сильва и Альварес де Толедо (1714—1776), 13-й маркиз де Кория, 12-й герцог де Альба. Единственный сын Хосе Мануэля де Сильва и Толедо, 10-го графа Гальве (1677—1728), и Марии Терезы Альварес де Толедо, 11-й герцоги Альба-де-Тормес (1739—1755).

- Мария дель Пилар Тереса Каэтана де Сильва и Альварес де Толедо (1762—1802), 14-я маркиза де Кория, 13-я герцогиня де Альба. Единственная дочь Франсиско де Паула де Сильва и Альварес де Толедо (1733—1770), 10-го герцога де Уэскара (1755—1770), и Марианны дель Пилар де Сильва-Базан и Сармьенто.

- Карлос Мигель Фитц-Джеймс Стюарт и Сильва (1794—1835), 15-й маркиз де Кория, 14-й герцог де Альба. Младший сын Хакобо Филипе Фитц-Джеймса Стюарта и Сильвы (1773—1794), 5-го герцога де Лирия-и-Херика и 5-го герцога Бервика (1787—1794), и Марии Терезы Фернандес и Палафокс (1772—1818).

- Хакобо Фитц-Джеймс Стюарт и Вентимилья (1821—1881), 16-й маркиз де Кория, 15-й герцог де Альба. Старший сын Карлоса Мигеля Фитц-Джеймса Стюарта и Сильвы(1794—1835), 7-го герцога де Лириа-и-Херика и 7-го герцога Бервик (1795—1835), 14-го герцога Альба-де-Тормес и 12-го герцога Уэскара (1802—1835), и Розалии Вентимилья и Монкада (1798—1868), принцессы ди Граммонте.

- Карлос Мария Фитц-Джеймс Стюарт и Палафокс (1849—1901), 17-й маркиз де Кория, 16-й герцог де Альба. Единственный сын Хакобо Фитц-Джеймса Стюарта и Вентимилья (1821—1881), 15-го герцога Альба (1835—1881), и Марии Франсиски де Палафокс и Портокарреро де Гусман и Киркпатрик (1825—1860), дочери Киприано Палафокса и Портокарреро (1784—1839), графа де Тебо и де Монтихо, и Марии Монуэлы Киркпатрик (1794—1879).

- Хакобо Фитц-Джеймс Стюарт и Фалько (1878—1953), 18-й маркиз де Кория, 17-й герцог де Альба. Старший сын Карлоса Марии Фитц-Джеймса Стюарта и Палафокса (1849—1901), 16-го герцога Альба-де-Тормес (1881—1901), и Марии дель Росарио Фалько и Осорио (1854—1904), 21-й графине де Сируэла.

- Мария дель Росарио Каэтана Фитц-Джеймс Стюарт и Сильва (1926—2014), 19-я маркиза де Кория, 18-я герцогиня де Альба. Единственная дочь Хакобо Фитц-Джеймса Стюарта и Фалько (1878—1953), 17-го герцога Альба и Марии дель Росарио де Сильва и Гуртубай (1900—1934), 15-й герцогини Алиага и 10-й маркизы Сан Висенте дель Барко.

- Карлос Фитц-Джеймс Стюарт и Мартинес де Ирухо (род. 1948), 20-й маркиз де Кория, 19-й герцог де Альба. Старший сын предыдущей и от первого брака с Луисом Мартинесом де Ирухо-и-Артаскос (1919—1972), сыном Педро Мартинеса де Ирухо-и-Артаскос (1882—1957), 9-го герцога Сотомайора, и Анны Марии де Артаскос (1892—1930).